# Балзена
Балзена се смята, че е крепостта край село Главан, Гълъбовско.
На около 2 км южно от село Главан, върху билото на един от северните ридове на Сакар планина, все още могат да се видят следи от масивни стари зидове. Според местното предание на това място е съществувала голяма крепост, която е била важен отбранителен център през ранновизантийския период и Средновековието. В научната литература тази местност е известна с името „Калето“ или „Градището“. Редом с тези названия местното население я нарича и с името „Балзена“.

## История на проучването

### Писмени извори
Главанската крепост привлича вниманието на историците със загадката за името и историческата си съдба още от края на XIX век. Оттогава са и първите по-подробни описания на крепостта, оставени от братя Карел и Херман Шкорпил. Те дават и първия ѝ план, като я определят като римски или средновековен градеж (обр. 1). Посочените от тях размери са приблизителни, а интерпретирането на запазените по тяхно време останки от зидове – доста неточно, както се установи в резултат на проведените разкопки. Според тях, яките укрепителни стени, подсилени от няколко кръгли кули, са свидетелство за значимостта на крепостта, за административните и отбранителните ѝ функции. Това им дава основание да предположат, че тук се е намирала столицата на келтите Тиле (Тилис), чието име свързват с известния от описанието на Прокопий De aedeficiis кастел Тулеус. Важно е и сведението за няколко монети, намерени в крепостта, сред които една медна монета на Юстиниан I (527 – 565). Укреплението в местността „Градището“ е отбелязано и от Васил Миков и Ив. Велков сред находищата от Южна България. Според тях, тук е имало голяма тракийска крепост, използвана и в по-късно време – VII–XII в.
С въвеждането в научно обращение на надписа от колоната, намерена до с. Сюлейманкьой (днешното село Сечище, Шуменско), голямата крепост край Главан отново попада в полезрението на историците. Проф. Васил Златарски, един от най-авторитетните коментатори на надписа, предполага, че „може там да се е намирала средновековната Балзена“. Предположението му не е подкрепено с аргументи, и въпреки че не всички са склонни да го възприемат, в следващите години се налага доста трайно в научната и научно-популярната литература. В днешно време идеята за локализирането на Балзена в местността „Градището“ край с. Главан се приема почти безкритично и се среща в почти всички по-нови публикации, касаещи крепостното строителство в средновековна България.
Какво всъщност ни разкриват писмените извори по отношение на Балзена? Това име е известно единствено от т. нар. Сюлейманкьойски надпис, в който са отразени условията на 30-годишния мирен договор между България и Византия. Според повечето изследвачи времето на сключването му може да се отнесе към края на 814 или началото на 815 г., при управлението на Омуртаг. В първата глава на мирния договор се установява новата граница между двете страни в района на Странджа и Сакар. Тя започва от Дебелт по старата линия на Еркесията и минавайки по вододела на Сакар планина, достига до р. Марица при Констанция, а оттам вероятно до Хемус. Сред граничните крепости се споменават имената на повече или по-малко точно локализирани средновековни крепости – Дебелт, Перамокастел, Балзена, Агатоники, Констанция, Макри ливада. Докато повечето от тях са известни и от други писмени извори – например за Агатоники, посочена като най-близкостояща до Балзена, се говори като за голям град – епископско седалище в епархийските списъци от времето на Лъв VI (886 – 912) и в хрониката на Ана Комнина за събитията от XI в., то за Балзена не са известни никакви сведения повече. Мнението, че името на град Лигулгу в описанието на Ал-Идриси от XII в. може да се възприеме като изопачено изписване на името на Балзена, днес е категорично отхвърлено. Също така неприемливо е и отъждествяването на средновековния град Блисмос (или Близимос) с Балзена. Трябва да отбележим, че имената на Балзена и Агатоники не се срещат и в по-ранни извори – например у Прокопий, който добросъвестно изброява имената на новопостроените или възстановени крепости по името на император Юстиниан. От това може да се заключи, че и Балзена, и Агатоники са крепости, изградени вероятно след трайното настаняване на славяните на Балканския полуостров и образуването на българската държава, във времето, когато разширяването ѝ към южните части на полуострова принуждава Византия да оттегли граничните си линии на юг и да строи нови отбранителни съоръжения по северните склонове на Родопите, по Сакар и източните старопланински проходи в посока на Черно море.

### Археологическо проучване
Важно значение за установяване времето на изграждане и съществуване на крепостта в местността „Градището“ край с. Главан, както и за определяне стратиграфията на обекта имаха проведените през есента на 1992 г. археологически разкопки. Тъй като дотогава сведенията за крепостта бяха черпени единствено от теренни наблюдения, разкопките успяха да внесат достатъчно яснота по въпроса за локализацията на Балзена на това място.
При първоначалния оглед на терена се установи, че следите от крепостните зидове могат да се проследят доста добре в участъци, открити от храсти и дървета, което дава възможност да се определи с голяма точност трасето на крепостната стена. Значителни повреди по стената са нанесени от вкопаните под нивото на терена военни съоръжения, за изграждането на които е използван каменният материал на самата крепост. Местното население също доста дълго време е използвало развалините като каменна кариера. Преди 20-ина години склоновете на възвишението са били залесени, което допълнително затрудни проучването на крепостта и близката ѝ околност.
Крепостта е издигната върху билото на силно издължен хълм с надморска височина 535 м, от който се открива широк изглед на юг и изток. Местоположението ѝ е стратегически избрано, тъй като е достъпна само по тесен път, пресичащ платото на дължина. Планът на крепостта е съобразен с особеностите на терена и е с форма на неправилен петоъгълник, чиито дълги стени са ориентирани според конфигурацията на платото в посока североизток-югозапад (обр. 2). Дължината ѝ е около 110 м, а най-голямата ширина – 44 м. Вътрешната площ на крепостта е около 6.5 дка.
Поради ограничените средства и време, проучването на крепостта се извърши чрез сондажи, разположени на достъпни за работа места и няколко траншеи за допълнително проучване на малки участъци от стената. Централният сондаж с дължина 25 м и ширина 5 м пресече югоизточната стена на крепостта и външно каменно ограждане, следващо на около 15 м от стената и успоредно на нея. Трасетата на двете стени сравнително ясно се проследяваха по терена и вероятно точно тях са визирали братя Шкорпил в описанието си за двойните укрепителни зидове на Главанската крепост.
Каменното ограждане или „валът“, засечено на няколко места, е изградено от средни и дребни по големина камъни и сбита пръст. Височината му е до 1.5 м, а ширината – между 7 и 8 м. В централния сондаж, където валът бе разрязан, за да се уточни профилът му, се установи, че той се състои от три реда големи камъни, положени направо на древния терен. Под и около него има пласт от сравнително фина пръст с фрагменти от халщатска керамика. Формата на каменното ограждане е силно издължен овал, съобразно конфигурацията на терена. Двата зида в по-голямата си част следват успоредно един на друг, с изключение на югозападната стена, където външният вал се извива под форма на дъга, на около 24.5 м от стената. Начинът на изграждане, формата на вала и намерените археологически материали (обр. 4) дават основание да го отнесем към ранножелязната епоха, когато тук вероятно е съществувало укрепено поселение. Останките на това селище са почти напълно унищожени от издигналата се на същото място няколко века по-късно крепост.
Градежът на крепостната стена във всички проучени участъци е идентичен – от грубо обработени камъни по лицата и пълнеж от по-дребни камъни, споени с хоросан, обилно примесен с дребни късчета счукани тухли (обр. 3). Основите стъпват върху материковата скала, която на места се появява и на повърхността. Най-голямата запазена височина на стената е по северозападния склон на възвишението, където достига до 1.20 м (обр. 3 а). В останалите участъци стената не надхвърля 0.70 – 0.80 м. Ширината и се колебае в границите на 1.80 – 2.20 м. В североизточния ъгъл изграждането на стената е било съобразено с природните дадености, като големите каменни блокове, естествено съществуващи там, са били включени в трасето и. По време на разкопките бяха проучени добре запазените основи на южната ъглова кула. Тя е с форма на неправилен трапец, обърнат с тясната си основа навън. Широка е около 3 м и дълга 4.50 м. Единствено в този участък субструкцията на зидовете северно и източно от кулата излиза на около 0.50 м извън суперструкцията, оформяйки подпорна стена с височина 0.30 -0.40 м (обр. 3 б). В останалите сондажи, чрез които бяха засечени ъглите на крепостта и изяснен цялостният и план, не се откриха следи от кули.
Не може да се каже със сигурност дали вътрешността на крепостта е била застроена или не, докато не се извършат по-широкомащабни проучвания, особено в северния и западния и сектор. В разкопаните участъци не се откриха зидове или наличие на други данни, които да свидетелстват за строителна дейност вътре в крепостта. Изключително малко е и количеството на керамичния материал, отнасящ се към ранновизантийската епоха. Съотношението му спрямо керамиката от ранножелязната епоха е 1:5. Прави впечатление, че липсват ойнохоевидни кани, както и от груба домашна керамика, които са много характерни за ранновизантийската епоха и са широко разпространени сред керамиката от други области. Съдовете са работени на крачно грънчарско колело, от сравнително добре пречистена глина, добила след изпичането обикновено черен, сивочерен, а по-рядко и керемиденочервен цвят. Най-масови са формите на съдовете, характерни за V в. Макар и по-малобройни се срещат и фрагменти от гърнета от VI в., които повтарят широко разпространени типове. Други находки от ранновизантийската епоха не се намериха.
Не се намериха и никакви керамични фрагменти или други археологически материали от по-късни епохи.

## Изводи
Въз основа на намерения керамичен материал, начина на изграждане на стената и прилагането на характерните принципи на ранновизантийското крепостно строителство може да се твърди, че крепостта е изградена през V в., на мястото на отдавна напуснато тракийско укрепление. Обитавана е за период от около 100 години, и то не непрекъснато, а по-скоро е била използвана за убежище при вражески нападения от местното население, което е живяло в своите селища някъде в близката околност. Следи от такива поселения се откриват в близките местности „Чешката“ и „Пазар-юк“. След средата на VI в. крепостта е била изоставена окончателно. След тази дата тя не е заселвана никога повече и не е функционирала, когато няколко века по-късно тези земи са включени в пределите на българската държава. Това обстоятелство добре се съпоставя с известията от хрониката на Продължителя на Теофан и Скилица-Кедрин, че императрица Теодора отстъпила на българския владетел Борис пустата по онова време земя, простираща се до т. нар. „Сидера“. В. Златарски смята, че е била отстъпена областта между вододела на Сакар планина и Странджа и пограничния окоп Еркесия. Тази област българите нарекли Загора. Липсата на каквито и да било находки, които да свидетелстват, че крепостта е била заселвана през Средновековието, по време на Първото или Второто българско царство показват, че тя е загубила своето стратегическо значение на гранична крепост от времето на Юстиниян с промените, настъпили в този район след VI в.
Резултатите от разкопките позволяват категорично да се отхвърли съществуващото в литературата мнение за локализирането на Балзена в местността „Градището“ край с. Главан. Опирайки се на единствения писмен извор, в който се среща нейното име, можем да предположим, следвайки изброяваните крепости в направление от изток на запад, че Балзена трябва да се търси в посока на изток от Агатоники, за която почти сигурно е доказано, че се е намирала край днешното с. Оряхово, Харманлийско. Бъдещите проучвания на този все още сравнително слабо изследван район вероятно ще дадат възможност за по-конкретни предположения относно действителното местоположение на средновековната Балзена.

## Ползвана литература
- Бешевлиев В. „Първобългарски надписи“. С., 1979
- Велков Ив. Градища. „Опит за систематизиране и датиране на укрепените селища в българските земи“. ГНАМП, II, 1950
- Златарски В. Н. „Сюлейманкьойският надпис“. ИБАД, III, 1912 – 1913
- Златарски В. Н. „Известия за българите в хрониката на Симеона Метафраста и Логотета“. Сб. НУНК, XXIV, 1908
- Златарски В. Н. „История на българската държава през средните векове“. Том I. „История на Първото българско царство“. Част II. От славянизацията на държавата до падането на Първото царство (852 – 1018), С., 1927
- Иречек. К. „Княжество България“. II част. Пътувания из България. Пл., 1899
- Кендерова Ст., Б. Бешевлиев. „Балканският полуостров, изобразен в картите на Ал-Идриси: Палеогеографско и историко-географско изследване“. Ч. I, С., 1980
- Миков В. „Тракийски селища и градища в Сакар“. – БИБ, V, 1932 – 33, т. II
- Миков В. „Предисторически селища и находки в България“. С., 1933
- Миков В. „Произход и значение на имената на нашите градове, села, реки, планини и места“. С., 1943
- Миков В. „Локализиране на някои изчезнали антични и средновековни крепости в България“. Археология, 1968, 3
- Недков. Б. „България и съседните и земи през XII в. според Идриси“. С., 1960
- Тъпкова-Заимова В. „Крепости и укрепени градове през Първото Българско царство“. ВИС, XXV, 1956, кн. 3
- Чолпанов Б. „Каменните щитове“. С., 1989
- Шкорпил Х. и К. „Някои бележки върху археологическите и историческите изследвания в Тракия“. Пл., 1885
- Шкорпил Х. и К. „Паметници из Българско“. Дял I, част I. С., 1888
- Шкорпил Х. и К. „Първобитните люди в България“. Пл., 1896